# Poropoea minkiewiczi
Poropoea minkiewiczi är en stekelart som beskrevs av Novicki 1936. Poropoea minkiewiczi ingår i släktet Poropoea och familjen hårstrimsteklar. Inga underarter finns listade i Catalogue of Life.